# Robert Bürchler
Robert Bürchler, né le 28 mai 1915 et mort le 23 avril 1993, est un tireur sportif suisse.

## Palmarès

### Jeux olympiques
- 1952 à Helsinki
  -  Médaille d'argent en 300m carabine trois positions [1]